# 사토 마사야
사토 마사야(일본어: 佐藤 将也, 1990년 2월 10일 ~ )는 일본의 전 축구 선수이다.

## 구단 경력
과거 나고야 그램퍼스, 더스파 구사쓰, FC 류큐, 후지에다 MYFC에서 활동하였다.